# Xylocopa eximia
Xylocopa eximia là một loài Hymenoptera trong họ Apidae. Loài này được Pérez mô tả khoa học năm 1901.